# Heiligenhoven

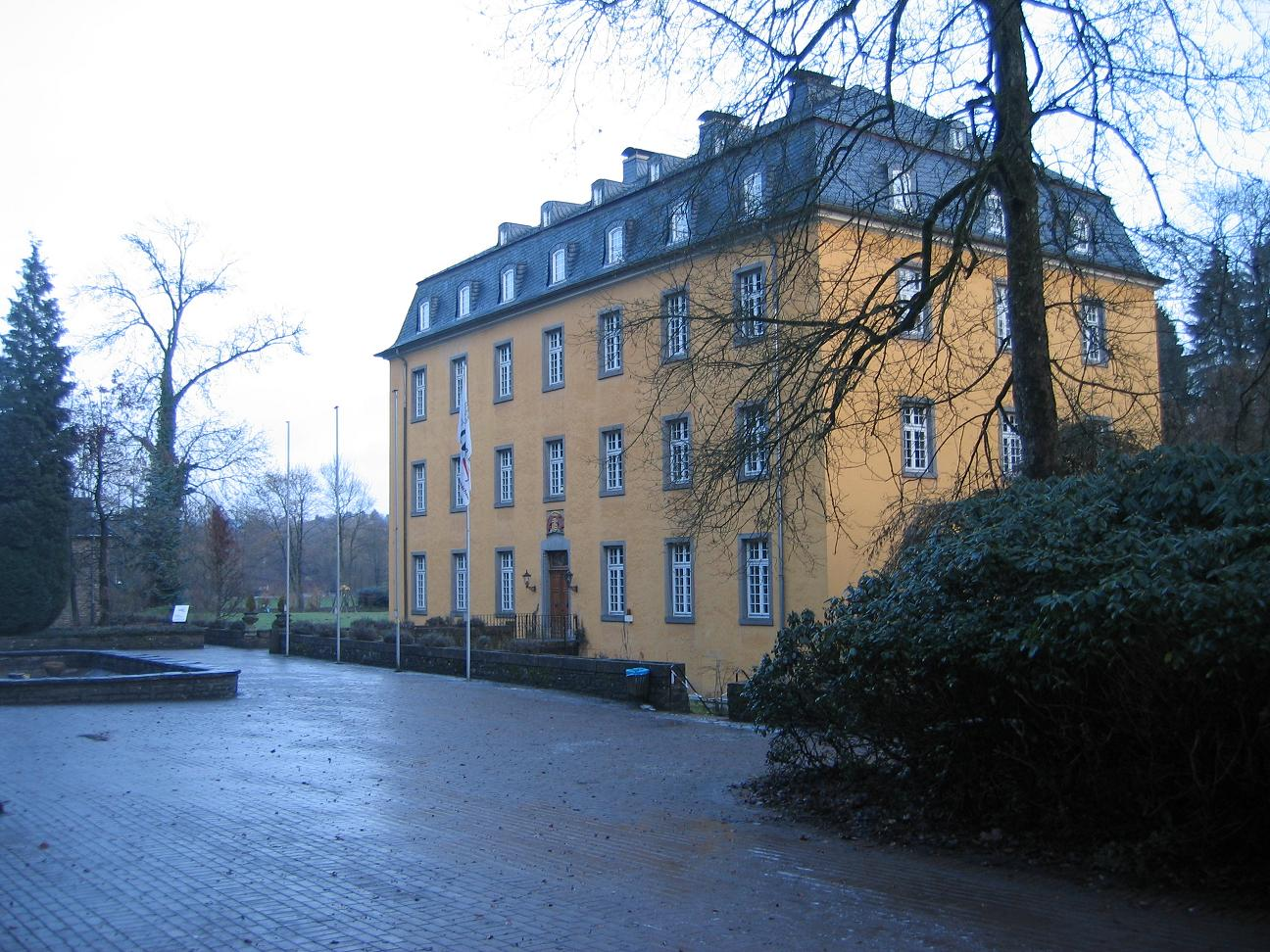
Herrenhaus von Schloss Heiligenhoven

Heiligenhoven ist eine historische Sammelbezeichnung für die Ortsteile Unter-, Mittel- und Oberheiligenhoven in der Gemeinde Lindlar im Oberbergischen Kreis im Regierungsbezirk Köln in Nordrhein-Westfalen (Deutschland). 

## Lage und Beschreibung
Die drei Orte liegen im Tal des Lennefer Baches. Während Oberheiligenhoven südwestlich von Lindlar liegt und städtebaulich mit dem Ortskern verwachsen ist, liegen Mittel- und Unterheiligenhoven weiter im Süden.

## Geschichte
1413 wird Heiligenhoven erstmals in einem Kämmereiregister des Fronhofs Lindlar mit der Bezeichnung „Heiligenhoeven“ genannt. Noch 1715 werden auf der Topographia Ducatus Montani mehrere Höfe im Tal der Lennefe einheitlich mit Heiligenhoven bezeichnet. Mit der Karte Topographische Aufnahme der Rheinlande von 1825 haben die Höfe eigenständige Namen.

## Sehenswürdigkeiten der drei Orte
- LVR-Freilichtmuseum Lindlar
- Schloss Heiligenhoven

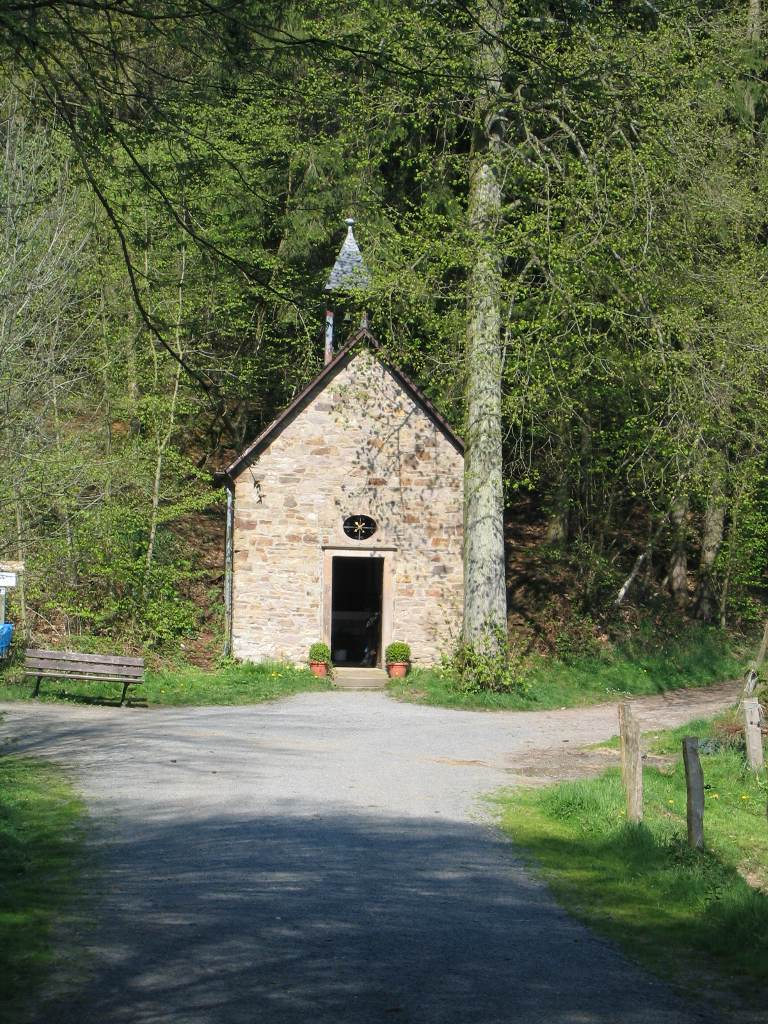
Burgruine Unterheiligenhoven
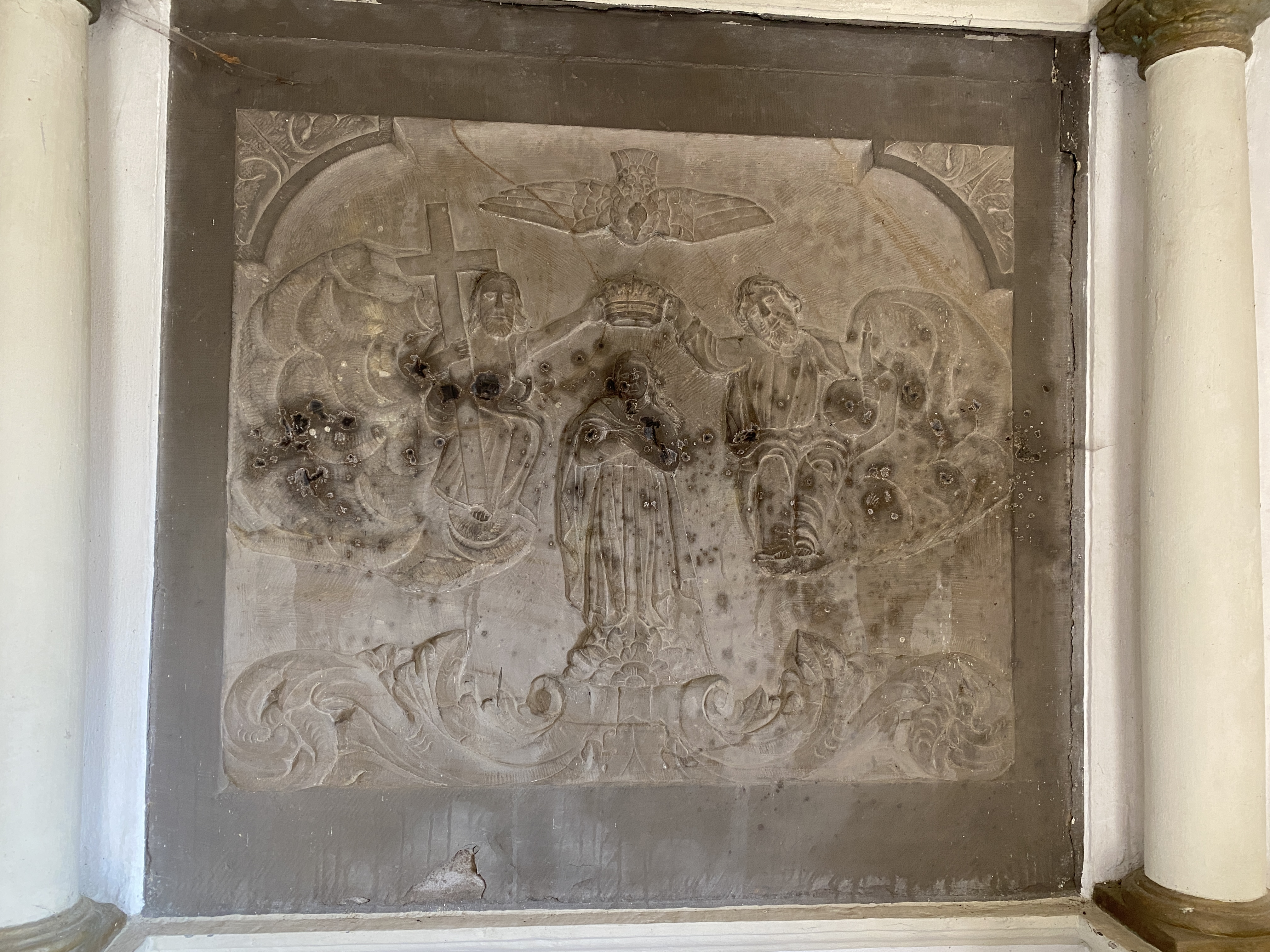
Relief zur Heiligen Dreifaltigkeit in der Kapelle
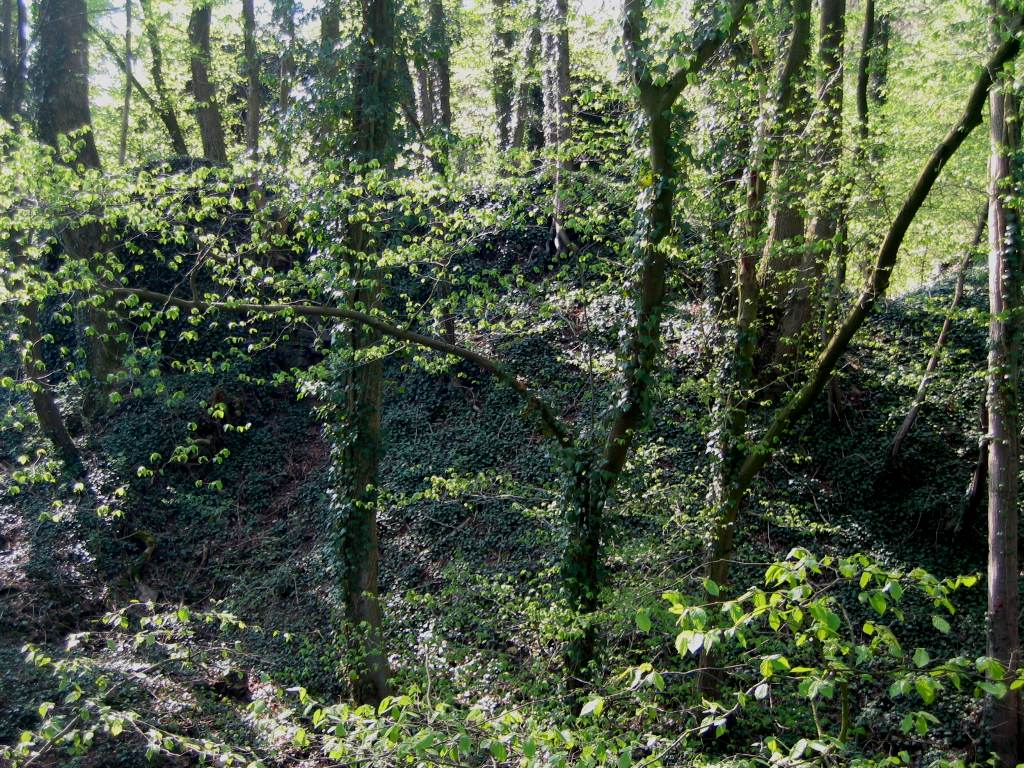
Dreifaltigkeitskapelle in der Nachbarschaft der Burgruine Unterheiligenhoven